# Амбруш, Миклош
Миклош Амбруш (венг. Ambrus Miklós; 31 мая 1933, Эгер — 3 августа 2019, Будапешт) — венгерский ватерполист, выступавший за национальную сборную Венгрии по водному поло в 1955—1968 годах. Чемпион летних Олимпийских игр в Токио, чемпион Европы, бронзовый призёр Универсиады, многократный победитель и призёр венгерских национальных первенств.

## Биография
Миклош Амбруш родился 31 мая 1933 года в городе Эгер, Венгрия.
Заниматься водным поло начал в 1944 году, с 1950 года регулярно выступал на соревнованиях в составе местной ватерпольной команды. В 1956—1958 годах в течение двух лет выступал в Австралии за Мельбурнский плавательный клуб, но затем вернулся на родину и продолжил карьеру в составе венгерского «Ференцвароши».
Первого серьёзного успеха на международном уровне добился в сезоне 1961 года, когда вошёл в основной состав венгерской национальной сборной и побывал на летней Универсиаде в Софии, откуда привёз награду бронзового достоинства — уступил здесь только сборным Югославии и Советского Союза.
В 1962 году одержал победу на чемпионате Европы по водному поло в Лейпциге.
Благодаря череде удачных выступлений удостоился права защищать честь страны на летних Олимпийских играх 1964 года в Токио. Венгерские гребцы заняли итоговое первое место и тем самым завоевали золотые олимпийские медали, Амбруш при этом сыграл в трёх матчах своей команды, не забросив ни одного мяча.
В 1966 году принимал участие в чемпионате Европы в Утрехте, но на сей раз попасть в число призёров не смог, расположившись в итоговом протоколе соревнований на пятой позиции.
В общей сложности в период 1955—1968 годов сыграл в 55 матчах венгерской национальной сборной на различных международных соревнованиях.
Впоследствии работал в Федерации водного поло Венгрии и в клубе «Ференцварош», занимался бизнесом по продаже стройматериалов.
Его сын Тамаш Амбруш (1964—2015) тоже стал ватерполистом национального уровня и добился определённых успехов на тренерском поприще, в частности занимал должность главного тренера клуба «Ференцварош».
Умер 3 августа 2019 года в Будапеште в возрасте 86 лет. Похоронен на кладбище Фаркашрети.